# Tofsviolsångare
Tofsviolsångare (Leptopoecile elegans) är en liten asiatisk färgglad tätting som numera placeras i familjen stjärtmesar, endemisk för Kina.

## Utseende och läten
Tofsviolsångaren är en mycket liten (10 cm), färgsprakande tätting med tofs på huvudet och relativt lång, avsmalnad stjärt. Hanen har vit panna, svart tygel och blekt lilafärgad hjässa, med resten av huvudet i kastanjebrunt, blekare på strupen. Vidare är mantel och rygg dovt blå, mot övergump och övre stjärttäckare himmelsblå. Undersidan är vinröd, mot buken mer blålila. Undre stjärttäckarna är blekt kastanjebruna.
Honan har mörkare hjässa och mindre tydlig tofs, mer umbrafärgad än blå ovan. Undersidan är smutsvit med anstrykning av vinrött, på nedre flankerna i lila.
Bland lätena hörs ett mycket tunt, dalande och sorgest "pseee", likt violsångaren (Leptopoecile sophiae).

## Utbredning och systematik
Tofsviolsångare förekommer från nordcentrala Kina till Tibet och Sichuan. Den behandlas numera som monotypisk, det vill säga att den inte delas in i några underarter.

### Familjetillhörighet
Tidigare placerades arten i den stora sångarfamiljen Sylviidae. DNA-studier har dock visat att dess medlemmar inte är varandras närmaste släktingar och familjen har därefter delats upp i ett antal mindre. Violsångarna står nära stjärtmesarna i Aegotheles och inkluderas numera därför i deras familj Aegothelidae.

## Levnadssätt
Tofsviolsångaren förekommer i bergstrakter i barrskog, framför allt gran, och i dvärgväxande buskmarker ovan trädgränsen, på mellan 2600 och 4300 meters höjd. Den lever av insekter som den födosöker efter likt kungsfåglar högt upp i träden. Häckningsbiologin är mycket dåligt känd. Ett bo har hittats 15 meter upp i ett barrträd och ett par har observerats samla bomaterial i slutet av april.

## Status och hot
Arten har ett stort utbredningsområde och en stor population med stabil utveckling och tros inte vara utsatt för något substantiellt hot. Utifrån dessa kriterier kategoriserar internationella naturvårdsunionen IUCN arten som livskraftig (LC). Världspopulationen har inte uppskattats men den beskrivs som ganska ovanlig.